# NGC 7696
NGC 7696 é uma galáxia espiral (S) localizada na direcção da constelação de Pisces. Possui uma declinação de +04° 52' 17" e uma ascensão recta de 23 horas, 33 minutos e 50,2 segundos.
A galáxia NGC 7696 foi descoberta em 14 de Novembro de 1863 por Albert Marth.